# Enrico Fumia
Enrico Fumia (* 16. Mai 1948 in Turin) ist ein italienischer Industriedesigner, der für seine Automobilkarosserien für Pininfarina und den Fiat-Konzern bekannt ist.

## Laufbahn
Fumia wurde 1948 in Turin geboren. Er ist Luftfahrtingenieur. Seine Ausbildung erhielt er am Politecnico di Torino, wo er auch seine Abschlussarbeit zum Thema Aerodynamik im Automobilbau erstellte. Für sie hatte er unter anderem im Windkanal des Turiner Designstudios Pininfarina geforscht.
Fumia interessierte sich früh für Automobildesign. Bereits 1966 erarbeitete er einen Entwurf für eine Coupékarosserie, für den er bei einem Wettbewerb mit dem Grifo d'Oro Bertone ausgezeichnet wurde. Im gleichen Jahr gestaltete er die Frontpartie des Retro-Roadsters Siata Spring, die in dieser Form in Serie ging und über 3000-mal gebaut wurde.
Nach dem Abschluss der Berufsausbildung erhielt Fumia eine Anstellung bei Pininfarina, wo er bis 1991 blieb. Anfänglich war er für die Gestaltung von Prototypen und Studien verantwortlich, ab 1989 leitete er die Abteilung Design und Entwicklung. Fumias erste international bekannt gewordene Arbeit war die Designstudie Audi Quattro Quartz, ein glattflächig gestaltetes Schrägheckcoupé auf der technischen Basis des Audi Quattro. Einige Designelemente des Quartz übernahm Fumia später für Serienfahrzeuge. Das gilt beispielsweise für die in die Wagenflanken hineinreichende Motorhaube und die vertieft angeordneten Rundscheinwerfer; sie finden sich in abgewandelter Form auch bei der zweiten Generation des Alfa Romeo Spider (916), dessen Form Fumia 1987 entwickelte. Zu den weiteren Arbeiten Fumias für Pininfarina gehört die Karosserie des Alfa Romeo 164.
1991 übernahm Fumia die Leitung des Centro Stile der Fiat-Marke Lancia. Hier war er unter anderem für die Karosserien des 1995 eingeführten Lancia Y verantwortlich. Der erste Entwurf des Lancia Lybra ging ebenfalls auf Fumia zurück; Detailarbeiten erledigte allerdings Michael Vernon Robinson. In den späten 1990er-Jahren gestaltete Fumia schließlich den Innenraum des Maserati 3200 GT.
1998 machte sich Fumia zusammen mit dem Designer Aldo Sessano selbständig. Beide betrieben kurzzeitig in Turin das Designstudio Master Design International, das einzelne Studien zu multifunktionalen Karosseriestrukturen entwickelte. 2002 gründete Fumia das in Collegno ansässige Fumia Design Studio, mit dem er Studien vor allem für Kleinwagen entwickelt. Zu den Kreationen des Unternehmens gehören unter anderem Karosserien für Kompaktmodelle des chinesischen Herstellers Chery.

## Galerie: Von Enrico Fumia gestaltete Autos

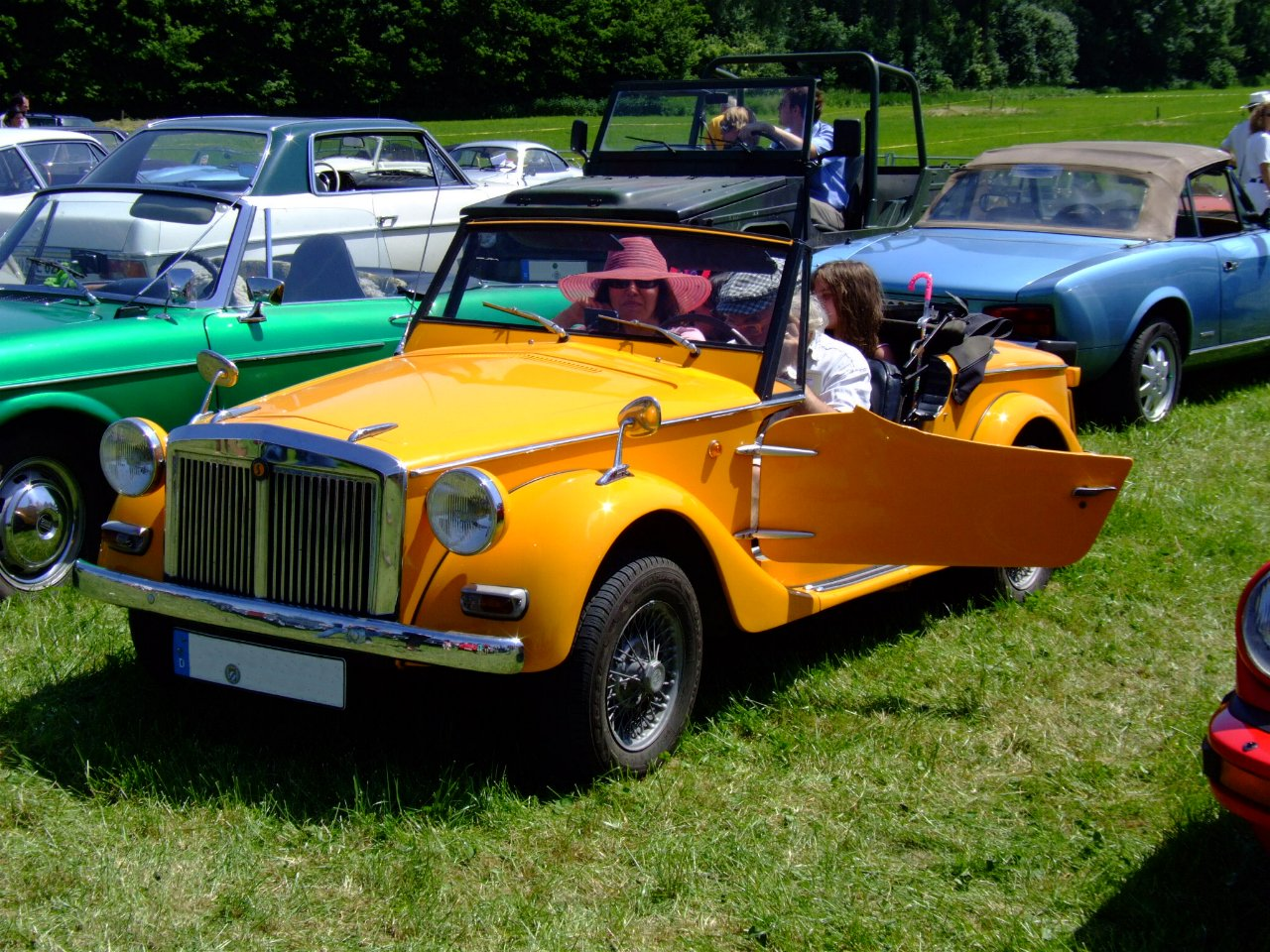
Siata Spring
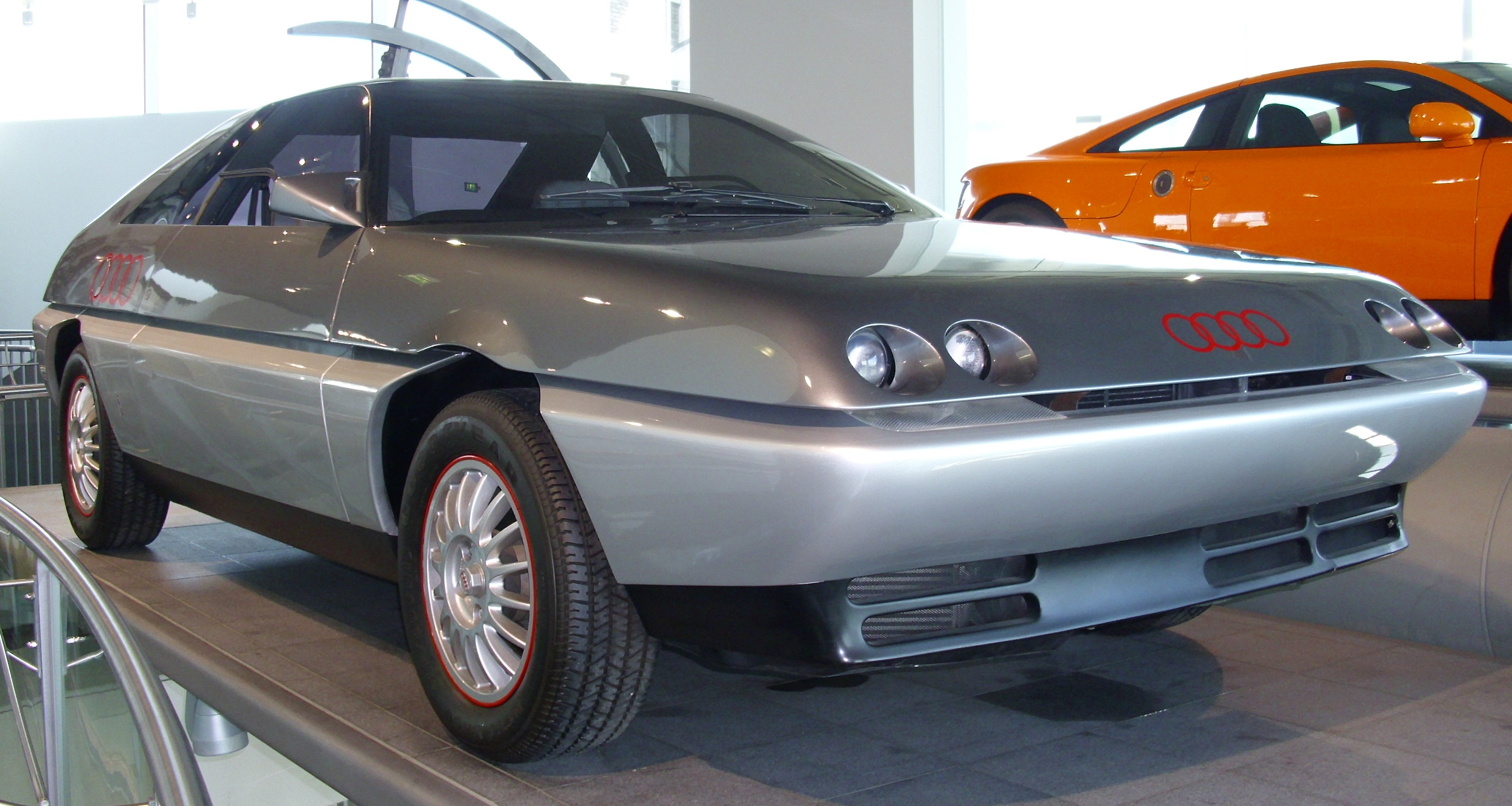
Audi Quartz
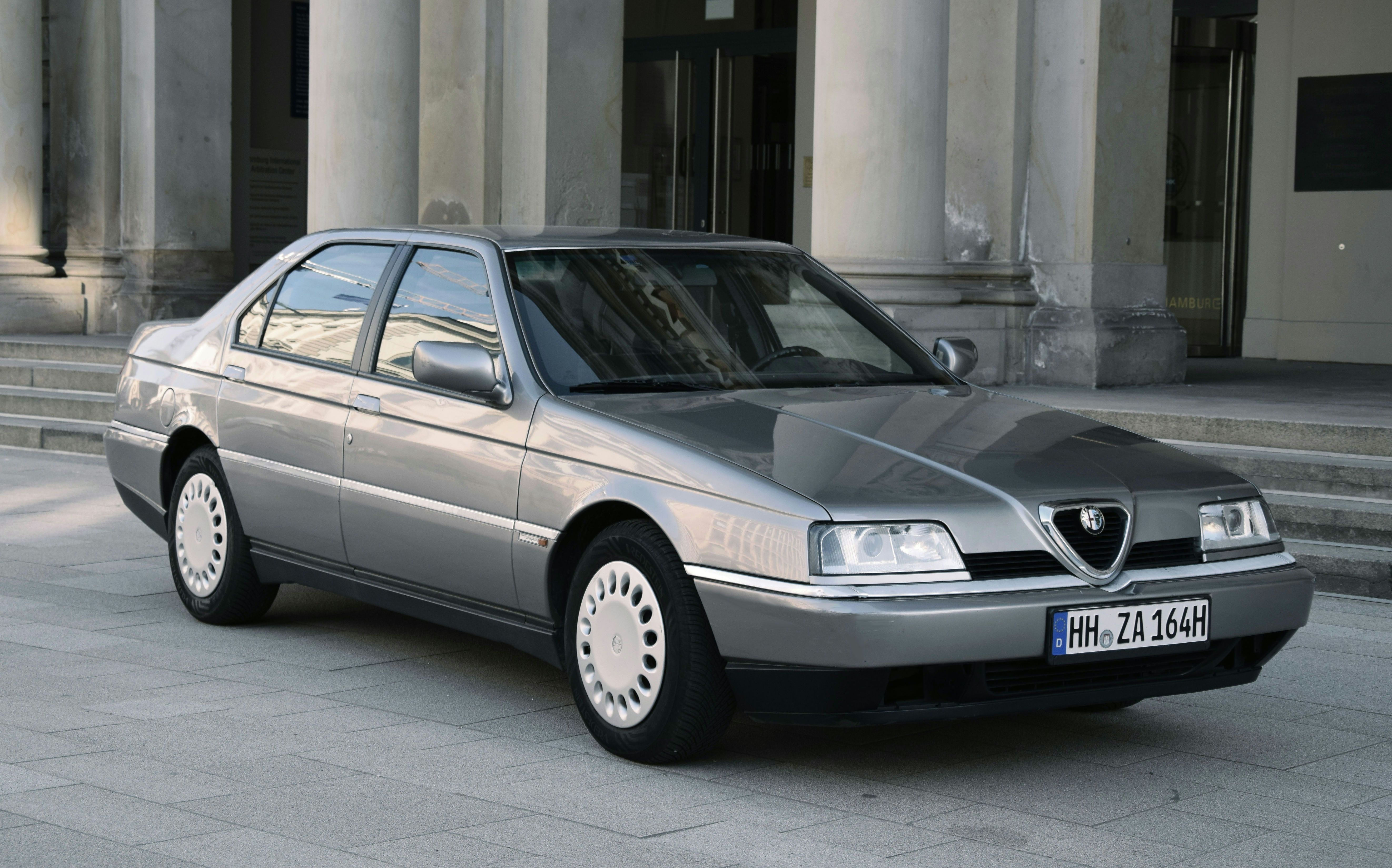
Alfa Romeo 164
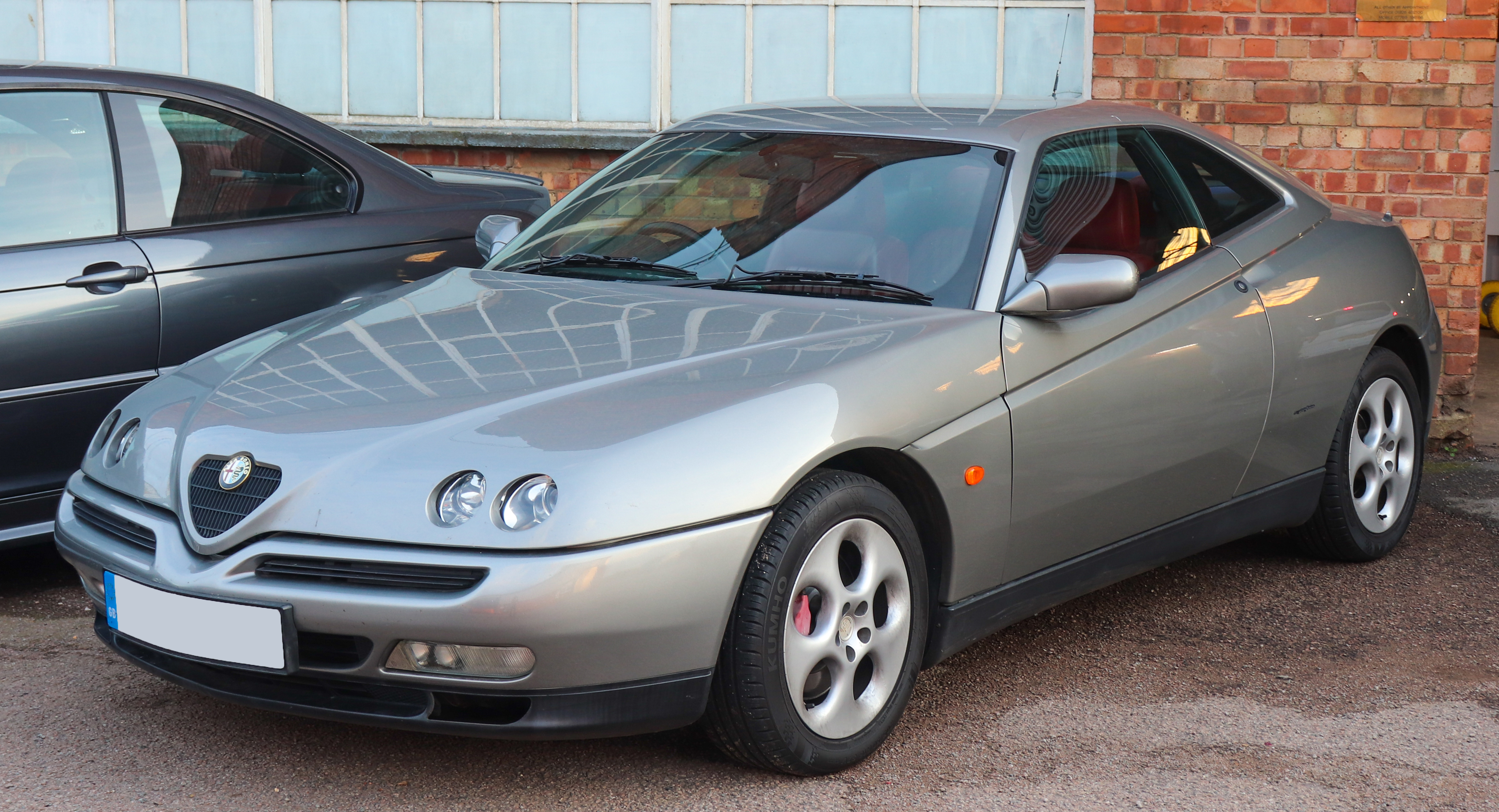
Alfa Romeo GTV (Tipp 916)
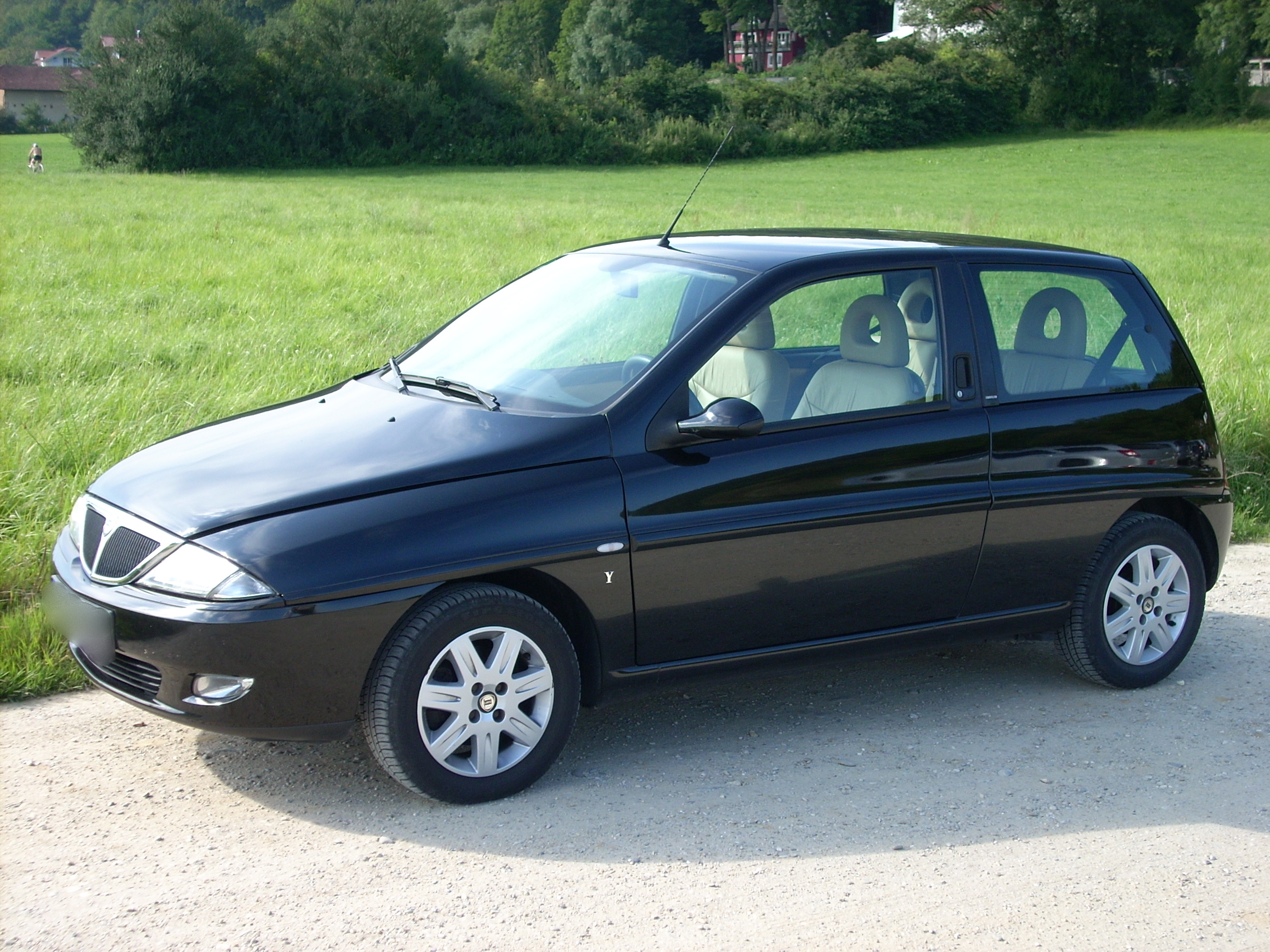
Lancia Y
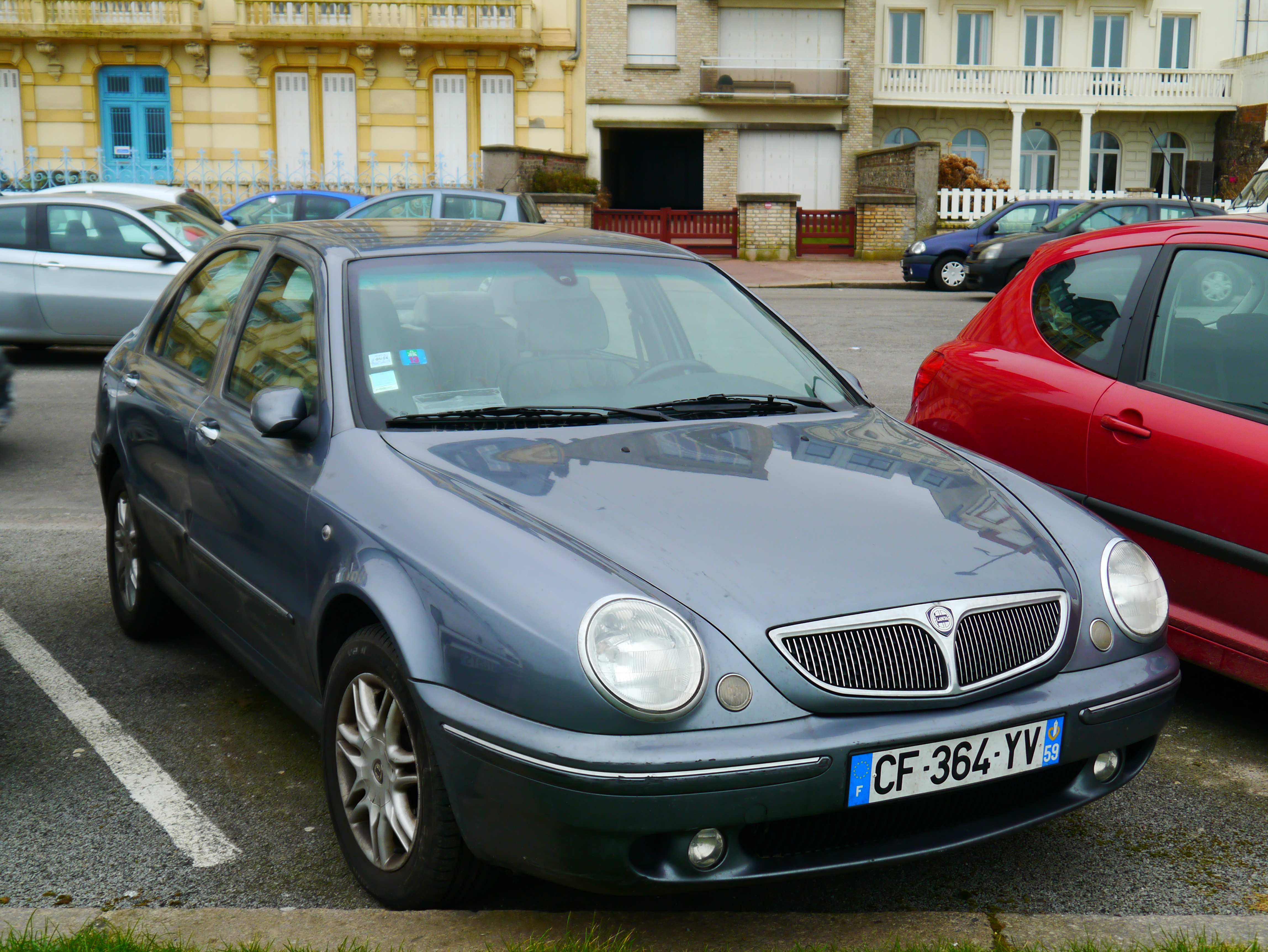
Lancia Lybra
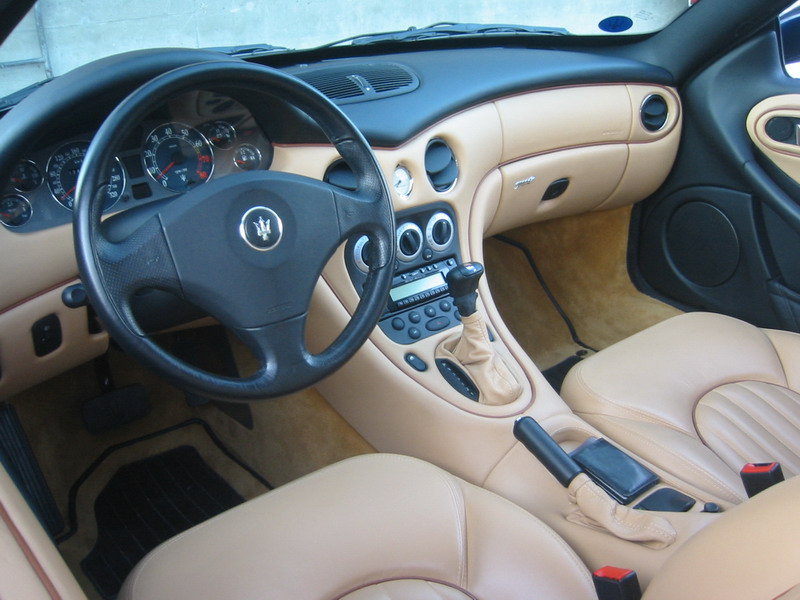
Maserati 3200 GT